# Tihvin
Tihvin  (rus. Тихвин) je grad na sjeveroistoku Lenjingradske oblasti u Rusiji, 200 km istočno od Petrograda. Upravno je središte Tihvinskog okruga. Prema popisu iz 2001, naselje je imalo 67.200 stanovnika.

## Povijest
Prvi put je zabilježen u spisima 1383. U 15. i 16. stoljeću je bio važno vjersko središte u sjeverozapadnoj Rusiji. Dan grada se slavi 9. srpnja svake godine.

## Poznate osobe
- Nikolaj Andrejevič Rimski-Korsakov (1844. – 1908.), skladatelj

59°38′N 33°31′E / 59.633°N 33.517°E